# Kolsarby
Kolsarby (finska: Kolsari) är en by och kommundel i Kyrkslätt i det finländska landskapet Nyland. Byn ligger cirka två kilometer från Kyrkslätts centrum söder om Stamväg 51. Kolsarby består av egnahemshus och kommunala tjänster som skola och vård finns i Kyrkslätts centrum. Bostadsområdet byggdes på Kolsarby gårds mark som också omfattade Sydobackas dal.
I Kolsarby finns sjön Djupström. I Kolsarby mittemot Djupström finns en sovjetisk begravningsplats, med gravar från den tid som Porkalaområdet arrenderades av Sovjetunionen (1944-1956).